# 生駒断層帯
生駒断層帯（いこまだんそうたい）は、大阪平野と生駒山地との境界付近を南北に通る活断層帯。

## 概要
生駒断層は、北は大阪府枚方市付近から、南は同府羽曳野市付近までの約38kmの地下にあり、断層の線はやや北北東-南南西方向に近い南北方向に長い。断層の東側が隆起、西側が沈降する逆断層と考えられている。横ずれは無いと考えられている。
生駒断層・枚方断層・交野断層・田口断層・誉田断層の5つの断層によって構成され、南部ではほぼ1つの線、北部では複数の断層が並んでいる。
この断層帯は今後30年以内に地震を起こす可能性がやや高い（ほぼ0〜0.1%）とされる。地震が起こればM7〜8程度の地震が起こると推測されている。断層全体が動いた場合は阪神・淡路大震災程度の被害が発生すると予測されている。
地震調査委員会の調査の結果、地震発生の周期は3000〜6000年と考えられている。5世紀に断層上に建造された誉田山古墳にずれがあることから、最新の地震は400年-1000年の間に起こり、上下に2-3mほどのずれが生じたと推定されている。『続群書類従』に収録された「河内国小松寺縁起」によると、中世まで、現在の交野市にあった小松寺で、この期間内では723年と985年に地震の被害が記録されており、このいずれかが生駒断層帯の地震である可能性がある。